# Schmutzige Wäsche (Hörspiel)
Schmutzige Wäsche ist ein Kriminalhörspiel aus der Reihe des Radio-Tatorts. Die Textvorlage stammt von Frank Göhre, der hier zum ersten und einzigen Mal für den Norddeutschen Rundfunk das Skript um das Hamburger Ermittlerduo Kriminalhauptkommissarin Bettina Breuer und des verdeckten Ermittlers Jac Garthmann lieferte. Schmutzige Wäsche wurde zum ersten Mal am 19. April 2008 ausgestrahlt. Neben den Hauptdarstellern traten mit Gerhard Garbers, Victoria von Trauttmansdorff und Edgar Bessen weitere namhafter Sprecher auf.
Der vorliegende 4. Fall der Gesamtreihe und erste Fall des Hamburger Tatorts dreht sich in erster Linie um die Verhinderung von Produktpiraterie von Markenprodukten aus dem Sportbekleidungssektor, deren Hintermänner allem Anschein nach auch vor einem Mord nicht zurückschrecken.

## Inhalt
Produktpiraten setzen im Norden Deutschlands gefälschte Sportbekleidung in großen Mengen als scheinbar reduzierte Markenware gewinnbringend ab. Darauf wird von Hamburg aus Kriminalhauptkommissarin Bettina Breuer vom LKA Dezernat OK abgestellt, um die Flut der Schmutzigen Wäsche einzudämmen. Man will den Verteilerring zerschlagen und die wirklichen Hintermänner hinter Schloss und Riegel bringen. Wie in den weiteren Episoden stellt man der kompromisslosen Breuer den bonvivant-mäßigen verdeckten Ermittler Jac Garthmann an die Seite, der sich selbst eher als Musiker versteht. Die kühl-pragmatische Karrierepolizistin Breuer und der intuitive Seiteneinsteiger Garthmann, dessen Konzertaktivitäten als Pianist und Alleinunterhalter seine Ermittlungsarbeit verschleiern, werden mehrfach kollidieren, da sich Breuer stets fragt, warum man ihr diesen Amateur beigeordnet hat. Aber Garthmanns Beobachtungsgabe und moralisches Gespür werden ihr mehrfach die beste Richtung vorgeben.
Im Verlauf eines Auftritts bei einem Sportjubiläum bei Rot-Weiß Lüneburg fällt V-Mann Garthmann dessen Vorsitzender Horst Ehlers ins Auge. Der joviale Mittfünfziger hätte angesichts seines offensichtlich brachliegenden Sportartikelgeschäfts, das kaum frequentiert wird, allen Grund zum klagen. Er ist aber im Gegensatz dazu bester Laune, auch wenn er sich mit seiner Schwester Christa, der Ladenmitinhaberin, heftig um die zukünftige Ausrichtung des gemeinsamen Geschäfts streitet. Wenig später birgt man Ehlers Leiche im Becken des Hamburger Hafens. Auch wenn die örtliche Polizei an einen Unglücksfall glaubt, teilen Breuer und Garthmann angesichts der Umstände diese Ansicht nicht. Außerdem hat Garthmann Hinweise auf Kontakte zwischen Lieferanten der Produktfälschungen und Ehlers. Nun führt ihn eine der Spuren nach Hamburg, wo in einem Lager eines Asia-Food-Großhandels die Waren versteckt scheinen. Stecken nun russische oder chinesische Banden hinter den Machenschaften oder stammen die Produktfälschung gar aus den identischen Firmen in Asien, in denen sogar die Originale produziert werden?

## Ausgabe
- Frank Göhre: Schmutzige Wäsche. Der Hörverlag 2008, ISBN 978-3-86717-266-0.

## Hintergrund

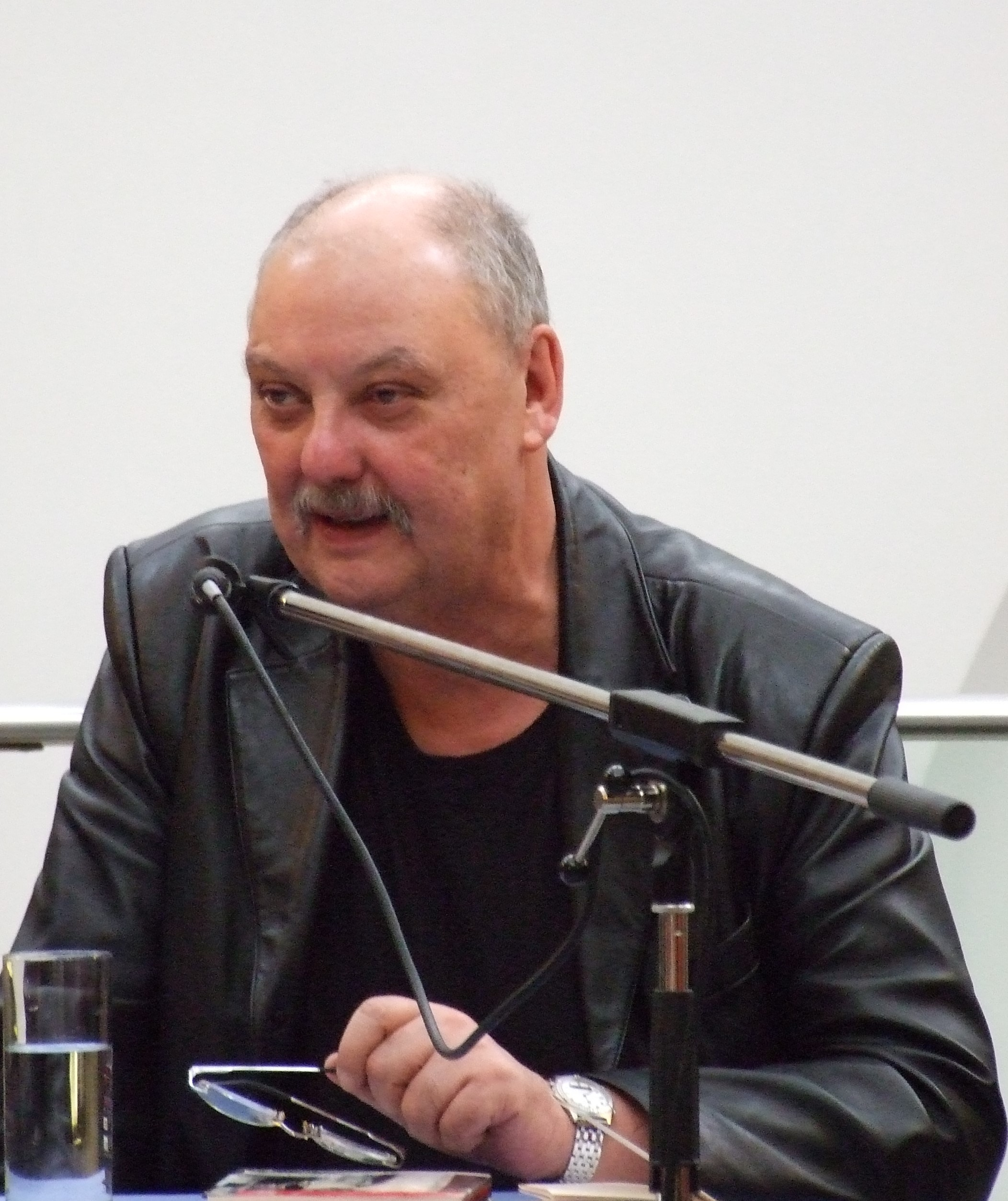
Autor Frank Göhre, 2008

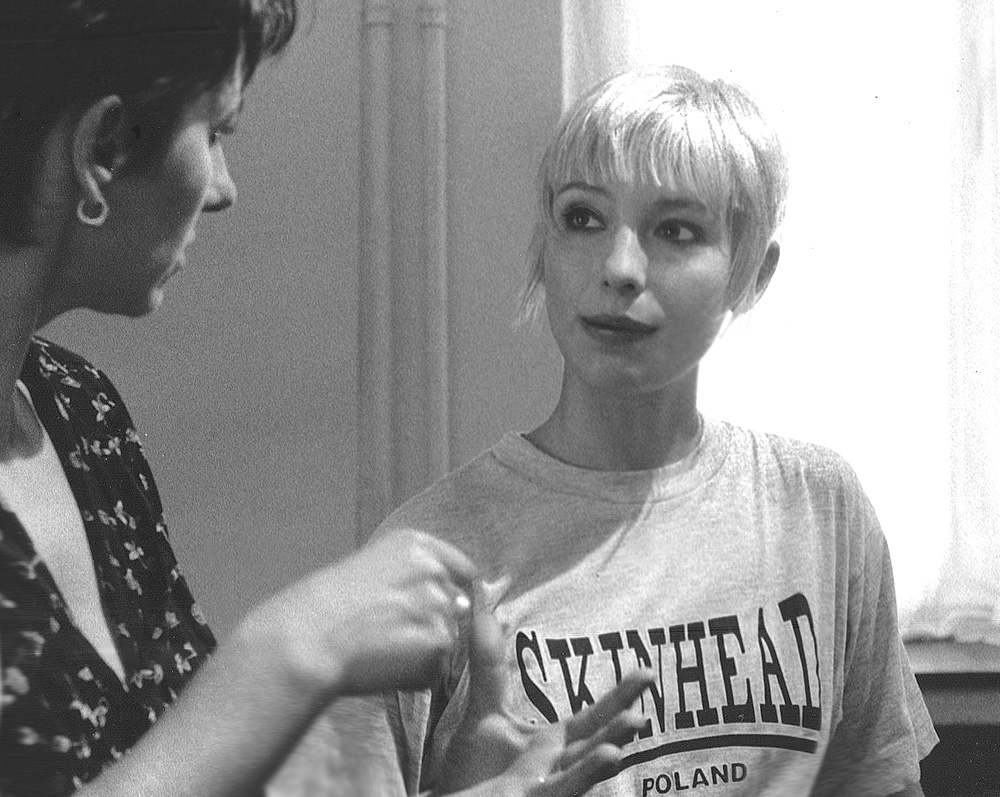
Sandra Borgmann, Sprecherin der Kriminalhauptkommissarin Bettina Breuer

Schmutzige Wäsche blieb bisher der einzige Ausflug des Schriftstellers Frank Göhre ins Kriminalhörspiel, der im Übrigen mit dem halbdokumentarischen Hörspiel Berufsbild (1971) auch nur eine einzige weitere Hörspielvorlage in seinem Gesamtwerk aufweist. Dennoch prägte der Kriminalschriftsteller und Drehbuchautor maßgeblich die Ausgestaltung der beiden polarisierenden Hauptfiguren Breuer und Garthmann, die im Folgenden von zwei Autoren (Tod eines Tauchers, Die gelben Laster, Störtebekers Rache, Totalverlust, Die blaue Jacht, Matthias Wittekindt; Schlick, Versunkene Gräber, Chicken Highway, Elisabeth Herrmann) aufgegriffen wurde. Das Hörspiel gehörte zu den ersten zehn des Radio-Tatorts, die als Reihe des Hörverlags 2008 herausgegeben wurde. Alle weiteren Hörspiel sind bis dato nicht auf Tonträger erschienen und neben der Ausstrahlung temporär als Download verfügbar.

## Rezension

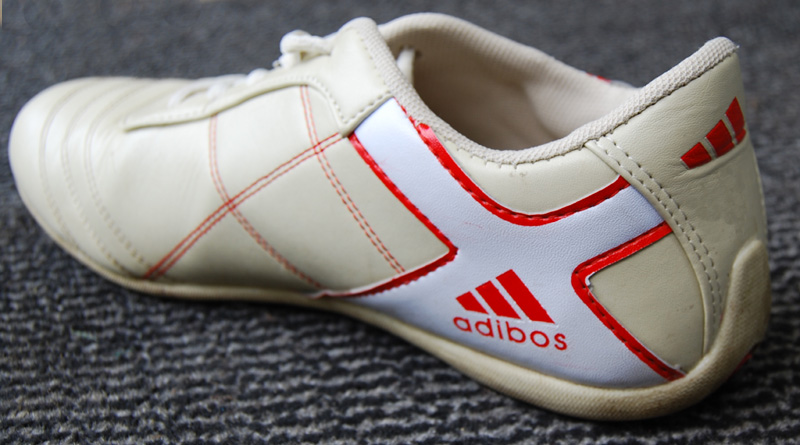
Ein Plagiat eines adidas-Schuhs (Markenname „adibos“)

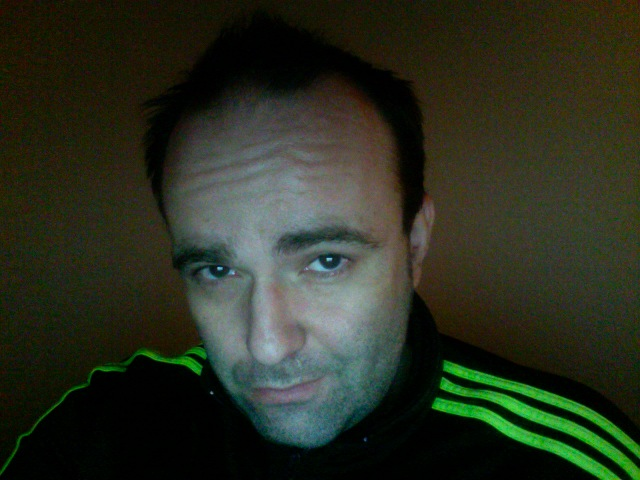
Alexander Geringas, Sprecher des Ludwig Richter, 2009

- „Im ersten Radiotatort aus Hamburg überzeugt vor allem die Figur von Jac Garthmann. Der Musiker, der sich als Unterhaltungsmucker durch Norddeutschland spielt, ist eine der interessantesten Figuren, die die Radiotatortbühne bislang betreten haben. Entgegen der ersten Eindrücke , die man aus der Inhaltsangabe bzw. der Darstellung der Figur in den Pressetexten hatte, ist der gehörte Garthmann doch ein wenig älter und ruhiger - harte Action ist nicht wirklich sein Thema. Martin Reinke spielt die Figur sehr glaubwürdig, ihm nimmt man die eher ruhige Rolle durch und durch ab. Seine "Kollegin" ist die Kriminalbeamtin Bettina Breuer (gespielt von Sandra Borgmann), die hier allerdings nur wenige Facetten zeigen kann. Ihre Rolle ist im direkten Vergleich zu Garthmann doch eher etwas "trocken" geraten. Gerade deswegen verspricht dieses Duo aber in Zukunft einiges an Spannung. Der Fall an sich ist vom Thema zwar recht originell, verläuft aber auch in recht eingefahrenen Gleisen und bekannten Krimistrukturen. Zudem liegt er aber auch etwas zu sehr im Schatten der Rahmenhandlung, die Figur Garthmann selbst zieht hier deutlich mehr Interesse auf sich.“[4]
- „In den Medien, in denen die Hinweise auf Rundfunksendungen, wenn überhaupt noch vorhanden, nur noch mit der Lupe gefunden werden konnten, wird der Hörfunk wieder wahrgenommen. Und die Kritiken - ganz gleich wie sie ausfallen - sie sind sogar ausführlich!“[5]
- Die Episoden Der Emir (WDR), Schmutzige Wäsche (NDR) und Himmelreich und Höllental (SWR) qualifiziert Martin Z. Schröder von der Süddeutschen Zeitung als „Schlaffes-Patchworkgebastel“ (...) und „Tatort-Schnipsel-Sammelmappe“ herab. Lediglich die Schauspieler hätten anständige Routine gezeigt. Sonst bemängelte der Rezensent verstärkte Einfallslosigkeit, Mängel in der Psychologiezeichnung und eine auffällige Haltung, das Unheil aus dem Ausland über die deutsche Idylle hereinbrechen zu lassen – „unter dem Deckmantel unintelligenter Globalisierungskritik“.[6]